# Addio... Addio... (brano musicale)
Addio... addio... è un brano musicale scritto da Franco Migliacci e Domenico Modugno, presentato al Festival di Sanremo 1962 nell'interpretazione dello stesso Modugno, che lo incise nel 45 giri Addio... Addio.../Lupi e pecorelle, e di Claudio Villa nel 45 giri Addio... Addio.../Quando il vento d'aprile....
Il brano vinse quell'edizione del Festival ligure, guadagnandosi l'accesso all'Eurovision Song Contest 1962, dove fu eseguito da Villa, classificandosi al 9º posto.
Sempre nel 1962 il brano fu inciso anche da Aura d'Angelo nel 45 giri Quando il vento d'aprile.../Addio... Addio...

## Classifica annuale
| Classifica (1962) | Posizione | Artista          |
| ----------------- | --------- | ---------------- |
| Italia            | 39        | Domenico Modugno |
| Italia            |           | Claudio Villa    |